# Verena Fiebiger
Verena Fiebiger (* 24. Juni 1983 in München) ist eine deutsche Journalistin und Rundfunkmoderatorin. Sie ist Redakteurin und Moderatorin beim Bayerischen Rundfunk.

## Leben
Verena Fiebiger wuchs in München auf und studierte dort Sprachtherapie (Bachelor 2007) sowie Linguistik, Sprachheilpädagogik und Entwicklungspsychologie (Magister 2010) an der Ludwig-Maximilians-Universität. Seit 2007 ist sie freie Mitarbeiterin beim Bayerischen Rundfunk als Radio- sowie Filmautorin (BR Fernsehen, ARD-alpha, arte, Bayern 2, Bayern 3, PULS) und auch als Moderatorin tätig. Von 2011 bis 2013 durchlief sie das Redaktionelle Programmvolontariat des Bayerischen Rundfunks.
Von 2013 bis 2015 moderierte sie mit Jolyne Schürmann und Christian Schiffer die Sendung Netzfilter auf PULS sowie das Netzmagazin auf B5 aktuell. Von 2015 bis 2016 moderierte sie die Sendung Freundeskreis auf PULS. Von Juli 2016 bis August 2018 moderierte sie gemeinsam mit Roger Rekless die Sendung Bayern 3 Spätschicht. Aufgrund von Umstrukturierungen im Abendprogramm von Bayern 3 wurde die Sendung im Dezember 2018 eingestellt. Fiebiger moderiert seit Juni 2019 wieder auf PULS.
Verena Fiebiger ist ausgebildete Sprecherin für Hörfunk- und TV-Produktionen. Regelmäßig verfasst sie als Radio- und Podcast-Autorin Kurzbeiträge und Radio-Feature-Sendungen und schreibt Drehbücher für Filmbeiträge. Sie führte Regie bei diversen Fernsehproduktionen und entwickelte Konzepte für Dokumentarfilme. Sie wirkte als Produktionsassistenz bei der Kinofilmproduktion About a Girl mit (2013–2014).
Seit Mai 2019 produziert Fiebiger gemeinsam mit der Münchner Diplom-Psychologin und Systemischen Therapeutin Lena Schiestel den PULS-Psychologie-Podcast Die Lösung. Das Format wurde 2020 mit dem DRK Medienpreis ausgezeichnet.
2024 untersucht Fiebiger im Podcast Geisterjäger paranormale Phänomene, mit denen sich Hans Bender in der Vergangenheit befasste.
Fiebiger moderiert aktuell die Vormittagssendung Nah dran auf Bayern 2 im Wechsel mit Birgit Mageira, Ulrike Ostner, Uli Knapp und anderen. Die Sendung entstand im Zuge des neuen Programmschemas im April 2024 und löste die Sendungen radioWissen und Notizbuch ab.

## Auszeichnungen
- 2020: DRK Medienpreis für die Folge "Überleben" ihres Psychologie-Podcasts Die Lösung.[7]
- 2013: Radiopreis Goldener Bobby für ihre Reportage “Nimm mich mit… in den Swingerclub”.
- 2013: Finalistin beim 21. Open Mike der Literaturwerkstatt Berlin mit der Veröffentlichung ihrer Gedichte in den Anthologie des Alliierter Verlages.